# Frances Adams Le Sueur
Frances Adams Le Sueur nacida Ross (6 de agosto de 1919 – 17 de mayo de 1995) fue una botánica, ornitóloga, y conservacionista en la Isla de Canal de Jersey.
Su interés por la ornitología comenzó debido a su extensa observación de aves. También, comenzó a estudiar las plantas en Jersey, llevándola a conocer a T.W. Attenborough, un farmacéutico de alto nivel que proporcionó un conocimiento invaluable de la flora de Jersey que más tarde ayudó a su carrera. Ella hizo la mayor parte de su trabajo en la Sociedad local de ciencia natural, Société Jersiaise. Ella fue la clave de la Sección de Ornitología de Société Jersiaise, y también clave para documentar varias flora de la zona de Jersey en su libro Flora of Jersey (1985). Junto con su trabajo de investigación, Le Sueur trabajó duro para conservar poblaciones de flores de Jersey, además de hacer campañas conservacionistas para mantener la flora viva, aconsejando a las autoridades de planificación de Jersey.

## Honores

### Membresías
Su trabajo la hizo ser elegida miembro de la Société Jersiaise,

### Eponimia
- Centro de estudio en Saint Ouen's Bay nombrado en su honor con su epónimo.